# Diego de los Ríos y Rubio
Diego de los Ríos y Rubio   (Antequera, 2 de febrer de 1817 - Tetuan, 10 de juliol de 1860) és un militar andalús, capità general de València durant el regnat d'Isabel II d'Espanya.
Llicenciat en filosofia a la Universitat de Granada, en 1835 deixà els estudis de dret per ingressar a l'exèrcit. El 1836 fou destinat a Catalunya en la primera guerra carlina, i va combatre a Esparreguera, Igualada, Sant Feliu Sasserra, Manlleu, Sant Joan de les Abadesses i Solsona, accions per les quals fou ascendit a tinent i condecorat amb la creu de Sant Ferran i la creu d'Isabel la Catòlica. En 1838 fou ascendit a capità després de la presa de Ripoll i Sant Quirze de Besora. Durant el pronunciament de 1841 va participar en el bombardeig de Barcelona i el 1843 participà en la revolta contra Baldomero Espartero. Poc després ascendí a comandant.
En 1844 fou ascendit a tinent coronel i en 1846 fou governador militar de Cardona. En la segona guerra carlina va combatre a Amer i fou ascendit a coronel (1848) i a brigadier (1849). En setembre de 1855 fou nomenat comandant militar de la província de Lleida i ascendit a mariscal de camp. Entre 1856 i 1857 fou capità general de València i de 1858 a 1859 capità general d'Andalusia. En 1859 fou traslladat al Marroc com a cap de l'Exèrcit d'Operacions a Ceuta i Tetuan, on va morir de còlera en 1860.